# Feminismo en Argentina
El feminismo en Argentina asume históricamente la lucha por los derechos de las mujeres y su emancipación. Desde las pioneras en el siglo XIX en la lucha por el derecho a la educación, la lucha sindical y la emancipación femenina, el Primer Congreso Femenino Internacional, celebrado en Buenos Aires en 1910, el movimiento sufragista argentino que logró el derecho al voto de las mujeres en 1947 gracias a la Ley 13.010 de sufragio femenino, los Encuentros Nacionales de Mujeres que se celebran desde 1986 tras la III Conferencia Mundial de la Mujer de Nairobi, la creación de la Campaña Nacional por el Derecho al Aborto Legal, Seguro y Gratuito en 2005  y la lucha contra la violencia hacia las mujeres con el movimiento Ni una menos que nace en 2015 el pensamiento y el movimiento feminista argentino mantiene el protagonismo en la vida política y social.  

## sigloXIX
A finales del siglo XIX el Código Civil en Argentina sancionaba la inferioridad jurídica de las mujeres. La adhesión al feminismo de mujeres socialistas y de las denominadas librepensadoras, un grupo entre las que destacaban "las letradas" pusieron en marcha cuatro demandas fundamentales: la remoción de la inferioridad civil, mayor educación, auxilio a las madres desvalidas y el derecho al sufragio señala la investigadora Dora Barrancos.

### Anarquismo y las primeras manifestaciones feministas
Es uno de los primeros hitos conocidos en la historia de la lucha obrera encabezada por mujeres del año 1890: las maestras lideradas por Enriqueta Lucero realizaron una huelga por falta de pagos durante ocho meses de sus salarios en la Escuela Graduada y Superior de la provincia de San Luis, lo que constituye una de las primeras huelgas docentes del mundo. Sin embargo la primera huelga de la que se tiene constancia ocurrió fue la de las domésticas en 1888 por la imposición de la papeleta de conchabo.
Entre 1895 y 1914 la cantidad de mujeres empleadas en la industria fue de 15,7% y 14,5% respectivamente, predominando claramente en las industrias textil y de indumentaria —donde superaban la mitad—, en las industrias cigarrera y frigorífica, y en oficios puntuales como los servicios telefónicos y venta en las casas de comercio.

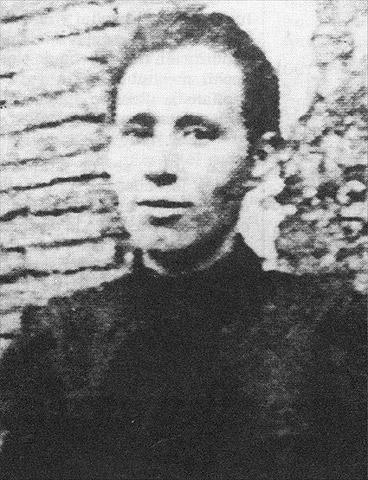
Virginia Bolten

La mujer fue parte activa del movimiento sindical argentino desde sus inicios. Se conocen publicaciones obreras exclusivamente femeninas, como el periódico La Voz de la Mujer (1896-1899), dirigido por la anarcosindicalísta Virginia Bolten, que tenía el lema de: «Ni Dios, ni patrón, ni marido»; por lo que podría considerarse como la primera manifestación obrera y explícitamente feminista.
El periódico convocaba a las mujeres a rebelarse contra la opresión masculina, pero sin abandonar la lucha proletaria y era crítico a toda forma de autoridad: eclesiástica, patronal, estatal y familiar.
Con el repliegue del anarquismo frente al auge del socialismo y la creación del Partido Socialista, éste intentará dar respuesta a las reivindicaciones y demandas de las mujeres encabezadas por Alicia Moreau, Cecilia Grierson o Carolina Muzilli.
Ya por la década de 1910, Carolina Muzilli publicó una investigación para una exposición sobre el servicio social en Gante (Bélgica); este trabajo fue muy elogiado por los funcionarios del Gobierno de su ciudad. Su encuesta más interesante demostró que incluso en 1919, había un gran número de mujeres que trabajan en fábricas de calzado, fábricas de ropa y muchas otras clases de pequeñas fábricas en Argentina. Según las estadísticas, en aquel tiempo 205.851 mujeres asalariadas trabajaban en fábricas y casas comerciales de Buenos Aires. Estas mujeres estaban mal remuneradas, y tenían que trabajar largas horas sin ningún privilegio, y siempre recibiendo un sueldo menor que el de los hombres. Cuando Muzilli empezó sus investigaciones, se encontró con un perjuicio tan grande que era imposible obtener datos, hasta que consiguió trabajo en una de las fábricas. Durante varios meses continuó en estas actividades hasta que sacó a la luz este notable estudio de las condiciones laborales de las mujeres, uno de los muy pocos estudios científicos de las condiciones industriales de las mujeres que se hicieron en Latinoamérica en aquel tiempo.

### Demandas de las mujeres
La ley argentina establecía diferencias entre los sexos, en perjuicio de la mujer. La ley limitaba su condición y la excluía de la administración de propiedad familiar; la que, sin condiciones, debía ser entregada a manos del marido. Si el marido malgasta la propiedad común, la mujer podía solicitar la separación de sus propiedades; si no lo hacía, como suele ser en el caso de los casados, entregaba a su marido todo derecho de propiedad. La mujer participaba en el aumento del valor de la propiedad familiar; pero donde hay una separación de esta propiedad recibe su propiedad personal otra vez y la mitad del aumento. Las leyes concedieron, bajo condiciones seguras, la separación de marido y mujer, pero les incapacitó de casarse otra vez.
Las siguientes fueron las demandas de la Asociación de la Mujer de Buenos Aires:
1. La derogación de todas las leyes que establecen una diferencia entre los dos sexos y en contra de la mujer, con el fin de que este pueda ser plenamente competente ante la ley.
2. La mujer tiene derecho a ocupar cargos públicos y, especialmente, para convertirse en miembros de los consejos nacionales y regionales en materia de educación.
3. La creación de tribunales especiales para los niños y las mujeres.
4. Aprobación de leyes para la protección de la maternidad y de legitimación de todos los niños.
5. Que toda la prostitución legal se suprimiera y que se estableciera el estándar único para ambos sexos.
6. La igualdad de salarios.
7. Los derechos políticos iguales.

La Asociación Cristiana de Mujeres Jóvenes, la cual estuvo organizada en Buenos Aires por varios años, hacía mucho por despertar a las mujeres los intereses nuevos de vida. A pesar de sus cuartos pequeños, se reunieron alrededor de un número de mujeres prominentes de Argentina, quienes las ayudó en la realización de clases de noche, un gimnasio, una cafetería, y otros servicios para las chicas que trabajan en tiendas y oficinas, y en el estudio de las vías generales de mejora de la condición de mujer de Argentina. La relevancia del movimiento fue tal que con la ayuda de algunas sociedades de América del Norte, erigieron un edificio para albergar las diferentes actividades.

## sigloXX

### Primer Congreso Femenino Internacional
El congreso fue coordinado por la Asociación Universitarias Argentinas para conmemorar el Centenario de la Revolución de Mayo, se realizó en Buenos Aires, en mayo de 1910.

### Partido Peronista Femenino (1949-1955)

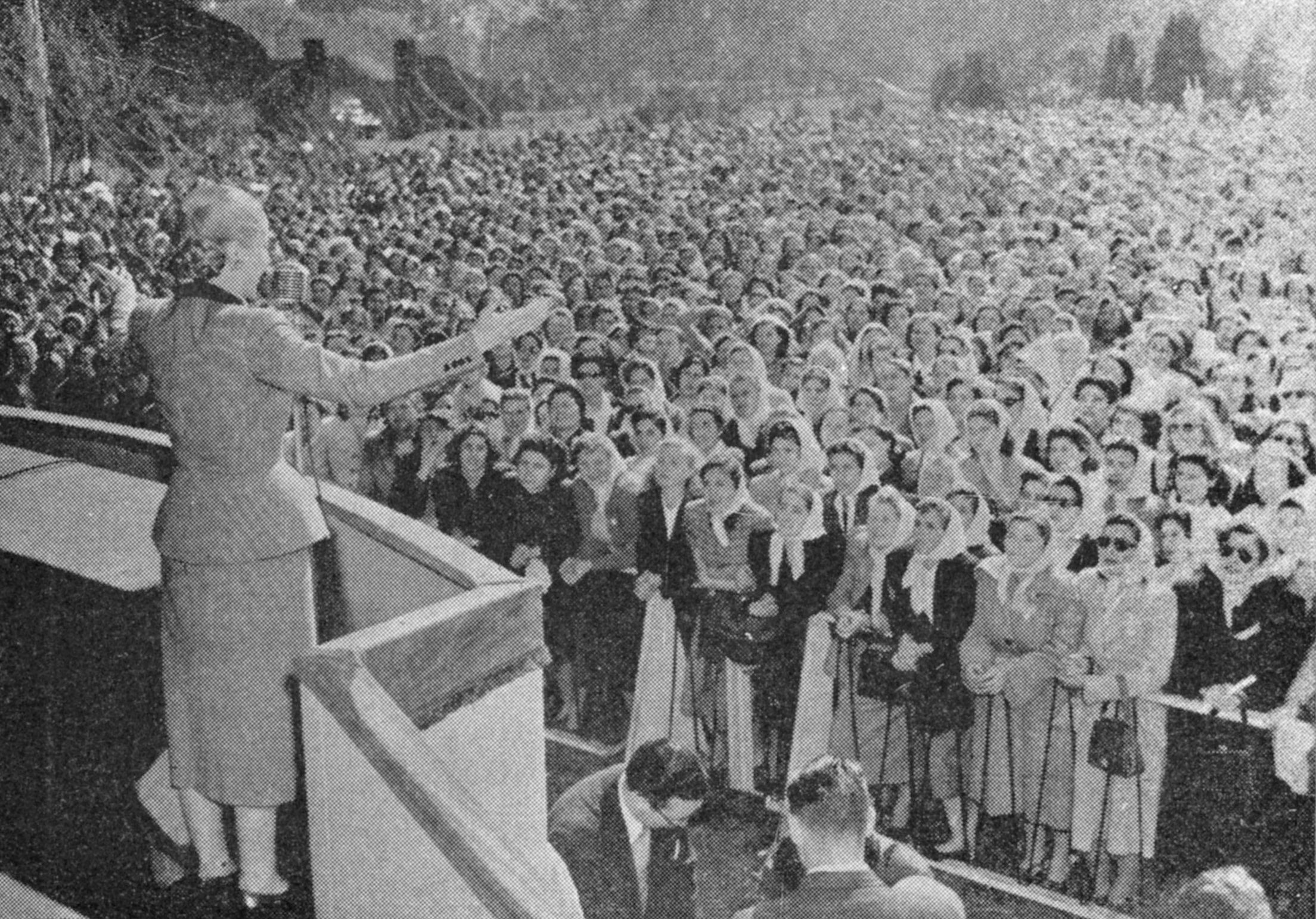
Eva Perón apoyó y fomentó el voto femenino.

El 9 de septiembre de 1949 fue sancionada la Ley 13.010 en la que se concedió a las mujeres el derecho a votar y a ser votada.
El Partido Peronista Femenino, fue un ala del justicialismo peronista de Argentina de las mujeres. Fue fundado por Eva Perón en la década de 1940. Después de que el Partido Peronista Femenino fue fundado, se permitió el doble del número de mujeres en la universidad. Con la puesta en marcha del Partido Peronista Femenino, centros de mujeres se establecieron en los barrios pobres de Argentina. Estos centros proporcionaban una amplia gama de servicios que incluyeron servicios médicos, legales y sociales. En el momento de la fundación del partido, las mujeres eran prácticamente ausentes del proceso político en Argentina y no se les permitía votar.
En las primeras elecciones femeninas (en 1951), las mujeres podían presentarse como candidatas. veinticuatro fueron elegidas para la Cámara de Diputados de Argentina, todas del Partido Peronistas. Además, Veinticuatro diputadas y siete senadoras fueron elegidas, por lo que Argentina pasó a ser el país con el mayor número de mujeres que representaban el gobierno. Después de la muerte de Eva Perón, Delia Parodi, una de esas diputadas, estuvo en el partido hasta el golpe militar de 1955.

### Movimiento de mujeres y feminismo
Durante la dictadura entre 1976 y 1983 que provocó miles de desaparecidos, perseguidos y exiliados, un grupo de mujeres, las Madres de Plaza de Mayo que empezaron a reunirse en la Plaza de Mayo de Buenos Aires tuvieron especial protagonismo reclamando la aparición de sus familiares.
Hacia 1984 el movimiento de mujeres consiguió una visibilidad novedosa en la articulación organizativa de colectivos con diversas trayectorias militantes y políticas. En diciembre de 1983 se conformó la Multisectorial de la Mujer por iniciativa de un grupo de mujeres interesadas en conmemorar el Día Internacional de la Mujer con un acto público, algo inédito en ese momento. Este organismo estuvo integrado por mujeres provenientes de diferentes sectores: activistas de organizaciones de mujeres, feministas, amas de casa, militantes de partidos políticos y sindicatos. La Multisectorial convocó el 8 de marzo  de 1984 a un acto en la Plaza del Congreso, en donde se leyó un petitorio de siete puntos básicos: la igualdad de los hijos ante la ley, la modificación del régimen de patria potestad, la igualdad salarial entre hombre y mujeres, la reglamentación de las guarderías infantiles en la legislación laboral, el reclamo por una Ley de Jubilación para el Ama de Casa, la ratificación de la Convención de las Naciones Unidas sobre la Eliminación de todas las formas de discriminación contra la Mujer y la creación de la Secretaría de Estado de la Mujer. La existencia de este espacio político se extendió hasta mediados de la década de los noventa y logró dar cuenta de las deudas que la sociedad democrática tenía para con las mujeres.
En mayo de 1986, tras la III Conferencia Mundial de la Mujer de Naciones Unidas de 1985 y recogiendo la filosofía de los Encuentros Feministas Latinoamericanos y del Caribe (EFLAC) iniciados en 1981 se convocó en Buenos Aires al primer Encuentro Nacional de Mujeres. Desde entonces en reuniones anuales debaten sobre los diferentes aspectos de los derechos de las mujeres y el movimiento feminista.

### Subsecretaría de la Mujer
El lugar que fue ganando la cuestión de la mujer como parte de la agenda democrática de la década de los 80s se puso de manifiesto, entre otras cosas, en la creación de las primeras oficinas de la mujer en la estructura estatal Argentina. 
En 1983 se fundó la Dirección Nacional de la Mujer y la Familia, que mantuvo una existencia simbólica en tanto su organigrama como dirección nunca fue aprobada, pero sí se constituyó en cambio el Programa Nacional de Promoción de la Familia (conocido como Programa Mujer) en la Secretaría de Desarrollo Humano y la Familia, dependiente del Ministerio de Salud y Acción Social. Su equipo estuvo integrado por Zita Montes de Oca, como coordinadora y Haydée Birgin, asesora del programa. 
Una de las principales acciones del Programa fue la creación del Consejo Constituyente del tema Mujer en 1985, con el objetivo de lograr un mayor involucramiento de la sociedad civil en estas temáticas. El Consejo estuvo integrado por 41 mujeres provenientes de diferentes espacios (profesional, sindical, académico, organizaciones feministas, entre otros) y permitió al Estado contar con el asesoramiento de profesionales en la cuestión de la mujer. Entre las actividades realizadas se destacan la formulación del decreto que derogó la prohibición del uso de anticonceptivos en 1986 y el tratamiento de la problemática de la violencia doméstica mediante actividades de difusión y capacitación.
El Programa Mujer también buscó desplegar políticas territoriales en articulación con las provincias a través de la creación del Programa Mujer Hoy: un espacio de las mujeres en los barrios que tenía como objetivo crear y fomentar formas comunitarias de acción colectiva femenina;  otro de Prevención de la Violencia Familiar para concientizar, capacitar y asesorar a la comunidad sobre el tema; y además uno de Capacitación laboral y pequeños proyectos productivos para el interior del país, que se propuso promover pequeñas empresas femeninas de carácter autogestionado.
En marzo de 1987 el Programa Mujer, logró el rango institucional de Subsecretaría de la Mujer permaneciendo en el ámbito del Ministerio de Salud y Acción Social, dirigida por  la misma Zita Montes de Oca y con la feminista Haydée Birgin como cabeza de un numeroso gabinete de asesoras. El organismo realizó informes diagnósticos sobre la situación de la mujer en diferentes ámbitos (educación, trabajo, salud) que difundió a las provincias en donde también se estaban construyendo áreas específicas. Entre sus acciones se destaca la creación del Programa Redes, financiado a través de un préstamo del Banco Mundial, que tenía como objetivo fortalecer las áreas de la mujer en las provincias en articulación con otros estamentos del gobierno y organizaciones de la sociedad civil. Sin embargo, la ubicación de la Subsecretaría en el Ministerio implicó que desde sus orígenes tuviese que enfrentar algunos problemas como la puja en torno al presupuesto y los diferentes tiempos y prioridades del organismo.

## sigloXXI

### Campaña por el Derecho al Aborto Legal, Seguro y Gratuito
En 2005 se lanzó la Campaña por el Derecho al Aborto Legal, Seguro y Gratuito a partir de un taller sobre estrategias para el derecho al aborto celebrado en el marco de los Encuentros Nacionales de Mujeres.

### Ni una menos
El movimiento Ni una menos surgió en 2015 para denunciar la violencia contra las mujeres y el feminicidio. La primera marcha se realizó el 3 de junio de 2015. El detonante de la primera protesta fue el asesinato de Chiara Páez, una adolescente de 14 años asesinada por su novio en Santa Fe. El movimiento se ha extendido a otros países de Latinoamérica, Europa y Asia. Desde 2015, se ha usado la denominación movimiento amplio de mujeres para caracterizar a los distintos sectores y espacios de mujeres y disidencias sexuales que se sumaron al movimiento feminista. 

### Marea verde
El debate por la Ley de Interrupción Voluntaria del Embarazo dio lugar a un movimiento feminista llamado Marea Verde, surgido en Argentina y con réplicas en la región. 
El impacto del feminismo logró que el presidente Alberto Fernández promueva no solo el aborto legal sino distintas medidas de corte feminista, como la creación del Ministerio de las Mujeres, Géneros y Diversidad.  Pero tras el mal desempeño económico de su gobierno y el triunfo del opositor Javier Milei, el Ministerio fue disuelto. 

### Ley del Aborto
La Ley de Interrupción Voluntaria del Embarazo (IVE) No 27.610 de Argentina fue sancionada por el Congreso Nacional el 30 de diciembre de 2020 y promulgada el 14 de enero de 2021. Establece el derecho al aborto en todos los casos hasta la semana catorce inclusive, manteniendo la vigencia del derecho al aborto en casos de violación y riesgo para la vida o salud de la madre, sin límite de tiempo.
El proyecto fue presentado por el entonces presidente en ejercicio, el peronista Alberto Fernández (2019-2023) del Frente de Todos. Fue aprobado en la Cámara de Diputados por 131 votos afirmativos y 117 negativos, y en la Cámara de Senadores por 38 votos a favor y 29 en contra. Finalmente en diciembre de 2020 el Congreso Nacional aprobó la Ley de Interrupción Voluntaria del Embarazo, con el voto mayoritario de los parlamentarios del Frente de Todos, aunque también se registraron votos positivos en la mayoría de los otros bloques, en una votación calificada como «transversal». La Ley de Interrupción Voluntaria del Embarazo fue aprobada simultáneamente con la llamada Ley de los Mil Días, estableciendo un sistema nacional de atención y cuidado integral de la salud durante el embarazo y la primera infancia.